# عمان تي في
عمان تي في قناة فضائية أردنية، وهي إحدى قنوات المجموعة العربية للبث الفضائي التي يرأسها زيد جمعة والبير حداد ومهند خليفة. انطلق البث التجريبي في 2017 وهي تبث برامج متنوعة ما بين الاجتماعي والترفيهي والديني بالإضافة إلى المسلسلات العربية المميزة.

## أهم البرامج
| الاسم              | النوع                                                                                  | ملاحظة    |
| ------------------ | -------------------------------------------------------------------------------------- | --------- |
| صباح الخير يا أردن | برنامج يروي حكايا الأردن بشكل مختلف ويطرح قضايا هامة يبث كل يوم جمعة الساعة 9:30 صباحاً |           |
| بهار ونار          | برنامج طبخ يقدم العديد من الوصفات الشهية ويبث من السبت من الخميس 12 صباحا              |           |
| صحتين وهنا         | برنامج طبخ يبث من السبت للخميس الساعة الحادية والنصف ظهرا                              |           |
| صَح صِح              | برنامج صباحي يومي يبث من الاحد إلى الخميس 9 صباحا.                                     |           |
| بصراحة             | برنامج سياسي على الهواء يتناول مواضيع سياسية ويبث من الاحد إلى الخميس الساعة 7 صباحا.  |           |
| همك همي            | برنامج ديني يبث من الاحد إلى الخميس الساعة 3 مساء.                                     |           |
| شوفي مافي          | برنامج يتناول اخبار فنية ويبث كل خميس 9 مساء.                                          |           |
| سلام الروح         | برنامج ديني يبث كل جمعة الساعة 1 ظهرا.                                                 |           |
| لكِ                 | برنامج نسوي يبث من الاحد إلى الأربعاء الساعة 7 مساء                                    | توقف عرضه |
| فضفض لي            | برنامج يبث كل جمعة 9 مساء                                                              | توقف عرضه |
| الرؤى والأحلام     | برنامج يهتم بتفسير الأحلام يبث كل سبت 8 مساء                                           | توقف عرضه |
| بدك                | برنامج تسوق يبث كل أحد وثلاثاء الساعة 7 مساء                                           | توقف عرضه |
| شيف ونص            | برنامج طبخ يبث كل إثنين وخميس الساعة 1ː30 ظهرا.                                        |           |
| تي روئ             | يبث من الأحد إلى الخميس الساعة 4 ظهرا.                                                 |           |

## أهم المسلسلات
- نوباني شو بطولة يزن النوباني ل3 مواسم.(2021-2019-2018)
- ياسمين وصبري. (2021)
- ولاد خالتي. (2021)
- فشة غول بطولة اميس الغول. (2018)
- قيامة أرطغرل. (2018)

## المذيعين
حاليا
- نادية الزعبي مقدمة برنامج صح صح ولفة ونصي الثاني
- رهف صوالحة مقدمة برنامج صح صح ونوستالجيا
- ياسر النسور مقدم برنامج بصراحة
- محمد نوح القضاة مقدم برنامج همك همي
- زيد إبراهيم الكيلاني مقدم برنامج سلام الروح
- نجود سعد الدين مقدمة برنامج دار الكرم وشيف ونص وبهار ونار سابقا
- امتياز الجيتاوي مقدمة برنامج بهار ونار
- تمارا عبد الهادي مقدمة برنامج صحتين وهنا
- هانية العنبتاوي مقدمة برنامج صحتين وهنا
- يارا عبيدات مقدمة برنامج صحتين وهنا
- محمد عليان مقدم برنامج بهار ونار
- خميس قويدر مقدم برنامج صحتين وهنا
- روعة صوالحة مقدمة برنامج تي روئ ومش فيلم سابقا
- إيلي فارس مقدم برنامج تي روئ
- سالي سعيد مقدم برنامج شيف ونص
- ̩دانا نفاع مقدمة برنامج بهار ونار
- فانيتا الزعبي مقدمة برنامج صحتين وهنا

 سابقا
- خلود ديب
- لينا أبو غزالة
- زيد الزغول
- عبد الرازق سدر
- لين أبو الراغب
- فاي سابا
- حنين البقاعين
- انس حمد
- علي الغزاوي
- ديانا عريقات
- غدير عماد عابد
- رزان سلامة
- لورينا قبطي
- فانيسا أرتورو
- ليلك مرجي
- دينا هلسة
- عبد الله البغدادي
- بركات الوقيان

## وصلات خارجية
- الموقع الرسمي